# Joctan
En el Gènesi, capítol desè, Joctan (en hebreu יָקְטָן בן-עֵבֶר Yāqtān ben Éver i en àrab قحطان بن هود Yāqtān ibn Hud) és el segon fill d'Éber, germà de Pèleg i pare de:
- Almodad
- Xèlef
- Hassàrmavet
- Jèrah
- Adoram
- Uzal
- Diclà
- Obal
- Abimael
- Saba
- Ofir
- Havilà
- Jobab, qui casà la seva filla petita Arida amb Issacar, fill del patriarca Jacob.

Les terres que ocupaven els seus descendents anaven des de Meixà fins a Sefar, a la muntanya oriental.